# Gran Premio motociclistico di Francia 1984
Il Gran Premio motociclistico di Francia 1984 fu il sesto appuntamento del motomondiale 1984, 50ª edizione del Gran Premio motociclistico di Francia e 28a valida per il motomondiale.
Si svolse lunedì 11 giugno 1984 sul circuito Paul Ricard e vide la vittoria di Freddie Spencer nella classe 500, di Anton Mang nella classe 250, di Ángel Nieto nella classe 125 e di Rolf Biland/Kurt Waltisperg nei sidecar.

## Classe 500
Durante le prove l'italiano Franco Uncini ha avuto un grave incidente che l'ha costretto a saltare in seguito alcune gare; non ha preso il via neppure l'altro italiano Marco Lucchinelli, in questo caso per polemiche intercorse con Cagiva, casa per cui gareggiava. Da registrare anche il ritorno alle competizioni della Paton che si è presentata in Francia condotta da Éric Saul ma non è riuscita a qualificarsi.
Lo statunitense Freddie Spencer ha ottenuto la sua terza vittoria stagionale, precedendo i connazionali Eddie Lawson e Randy Mamola; la classifica iridata vede ancora in testa Lawson, con un vantaggio di 24 punti su Spencer.

### Arrivati al traguardo
| Pos. | Pilota              | Moto       | Tempo    | Griglia | Punti |
| ---- | ------------------- | ---------- | -------- | ------- | ----- |
| 1    | Freddie Spencer     | Honda      | 43.31.92 | 1       | 15    |
| 2    | Eddie Lawson        | Yamaha     | 43.37.71 | 2       | 12    |
| 3    | Randy Mamola        | Honda      | 43.38.15 | 5       | 10    |
| 4    | Ron Haslam          | Honda      | 44.21.42 | 6       | 8     |
| 5    | Barry Sheene        | Suzuki     | 44.42.96 | 11      | 6     |
| 6    | Didier de Radiguès  | Chevallier | 44.43.47 | 7       | 5     |
| 7    | Massimo Broccoli    | Honda      | 44.45.16 | 18      | 4     |
| 8    | Reinhold Roth       | Honda      | 45.23.46 | 23      | 3     |
| 9    | Sergio Pellandini   | Suzuki     | 45.33.04 | 9       | 2     |
| 10   | Wolfgang von Muralt | Suzuki     | 45.41.86 | 15      | 1     |
| 11   | Dave Petersen       | Suzuki     | 45.46.42 | 21      |       |
| 12   | Fabio Biliotti      | Honda      | 45.53.62 | 19      |       |
| 13   | Henk van der Mark   | Honda      | 1 giro   | 26      |       |
| 14   | Keith Huewen        | Honda      | 1 giro   | 17      |       |
| 15   | Louis-Luc Maisto    | Honda      | 1 giro   | 25      |       |
| 16   | Lorenzo Ghiselli    | Suzuki     | 1 giro   | 29      |       |
| 17   | Maurice Coq         | Suzuki     | 1 giro   | 31      |       |
| 18   | Claude Arciero      | Honda      | 1 giro   | 32      |       |
| 19   | Attilio Riondato    | Suzuki     | 1 giro   | 27      |       |
| 20   | Marco Gentile       | Yamaha     | 1 giro   | 35      |       |
| 21   | Leandro Becheroni   | Suzuki     | 1 giro   | 22      |       |
| 22   | Virginio Ferrari    | Yamaha     | 1 giro   | 4       |       |
| 23   | Alan Irwin          | Suzuki     | 2 giri   | 34      |       |

### Ritirati
| Pilota            | Moto   | Motivo | Griglia |
| ----------------- | ------ | ------ | ------- |
| Rob Punt          | Suzuki |        | 24      |
| Walter Migliorati | Suzuki |        | 20      |
| Paolo Ferretti    | Suzuki |        | 33      |
| Robert McElnea    | Suzuki |        | 10      |
| Boet van Dulmen   | Suzuki |        | 8       |
| Raymond Roche     | Honda  |        | 3       |
| Eero Hyvärinen    | Suzuki |        | 37      |
| Hervé Moineau     | Cagiva |        | 14      |
| Brett Hudson      | Suzuki |        | 36      |
| Peter Sjöström    | Suzuki |        | 38      |
| Franck Gross      | Honda  |        | 16      |
| Børge Nielsen     | Suzuki |        | 39      |

### Non partiti
| Pilota             | Moto       | Motivo | Griglia |
| ------------------ | ---------- | ------ | ------- |
| Takazumi Katayama  | Honda      |        | 13      |
| Franco Uncini      | Suzuki     | Caduta | 12      |
| Christian Le Liard | Chevallier |        | 30      |
| Marco Lucchinelli  | Cagiva     |        | 28      |

### Non qualificati
| Pilota                | Moto   |
| --------------------- | ------ |
| Marie-Paul Violland   | Yamaha |
| René Lavigne          | Honda  |
| Éric Saul             | Paton  |
| Dimitrios Papandreou  | Yamaha |
| Jean-Louis Battistini | Yamaha |
| Pablo Esposito        | Suzuki |

## Classe 250
Dopo che nelle prove, curiosamente, sono stati oltre 20 i piloti che non si sono qualificati per la gara, il pilota tedesco Anton Mang, già pluriiridato, ritorna alla vittoria dopo 20 mesi e precede sul traguardo il venezuelano Carlos Lavado e il tedesco Manfred Herweh.
La classifica iridata è ancora capeggiata dal francese Christian Sarron, nonostante sia giunto solo al quinto posto; precede Mang e Lavado.

### Arrivati al traguardo
| Pos. | Pilota               | Moto       | Tempo    | Griglia | Punti |
| ---- | -------------------- | ---------- | -------- | ------- | ----- |
| 1    | Anton Mang           | Yamaha     | 39.18.61 | 8       | 15    |
| 2    | Carlos Lavado        | Yamaha     | 39.18.96 | 7       | 12    |
| 3    | Manfred Herweh       | Rotax      | 39.19.24 | 2       | 10    |
| 4    | Thierry Espié        | Chevallier | 39.19.82 | 11      | 8     |
| 5    | Christian Sarron     | Yamaha     | 39.20.03 | 1       | 6     |
| 6    | Wayne Rainey         | Yamaha     | 39.23.67 | 6       | 5     |
| 7    | Carlos Cardús        | Rotax      | 39.25.09 | 10      | 4     |
| 8    | Donnie McLeod        | Yamaha     | 39.25.68 | 17      | 3     |
| 9    | Martin Wimmer        | Yamaha     | 39.39.76 | 4       | 2     |
| 10   | Jean-Michel Mattioli | Yamaha     | 39.43.46 | 26      | 1     |
| 11   | Jean-Luc Guillemet   | Yamaha     | 39.47.29 | 22      |       |
| 12   | Thierry Rapicault    | Yamaha     | 39.49.97 | 21      |       |
| 13   | Pierre Bolle         | Yamaha     | 39.50.18 | 15      |       |
| 14   | Jean-François Baldé  | Pernod     | 39.53.67 | 3       |       |
| 15   | Roland Freymond      | Yamaha     | 39.59.40 | 28      |       |
| 16   | Antoine Longo        | Ducombs    | 39.59.86 | 31      |       |
| 17   | Patrick Fernandez    | Yamaha     | 40.00.07 | 20      |       |
| 18   | Mario Rademeyer      | Yamaha     | 40.00.26 | 25      |       |
| 19   | Karl-Thomas Grässel  | Yamaha     | 40.00.74 | 24      |       |
| 20   | Harald Eckl          | Rotax      | 40.00.93 | 14      |       |
| 21   | Herbert Besendörfer  | Yamaha     | 40.01.09 | 23      |       |
| 22   | August Auinger       | Monnet     | 40.43.09 | 33      |       |
| 23   | Jacky Onda           | Yamaha     | 40.55.48 | 30      |       |
| 24   | Philippe Pagano      | Yamaha     | 40.55.70 | 18      |       |
| 25   | Patrick Schmalz      | Yamaha     | 41.02.01 | 34      |       |

### Ritirati
| Pilota         | Moto   | Motivo | Griglia |
| -------------- | ------ | ------ | ------- |
| Guy Bertin     | MBA    |        | 9       |
| Jacques Cornu  | Yamaha |        | 13      |
| Michel Galbit  | Yamaha |        | 19      |
| Alan Carter    | Yamaha |        | 5       |
| Jacques Bolle  | Pernod |        | 27      |
| Sito Pons      | Rotax  |        | 12      |
| Hervé Guilleux | Yamaha |        | 32      |
| Richard Hubin  | Yamaha |        | 16      |
| Gabriel Gabria | Yamaha |        | 35      |
| Fausto Ricci   | Yamaha |        | 29      |
| Jean Foray     | Yamaha |        | 36      |

### Non qualificati
| Pilota                 | Moto     |
| ---------------------- | -------- |
| Philippe Robles        | Yamaha   |
| Jean-Louis Guignabodet | Yamaha   |
| Teruo Fukuda           | Yamaha   |
| Donnie Robinson        | Yamaha   |
| Stéphane Mertens       | Yamaha   |
| Iván Palazzese         | Yamaha   |
| Antonio Garcia         | Kobas    |
| Loris Reggiani         | Kawasaki |
| Davide Tardozzi        | Yamaha   |
| Michel Augizeau        | Yamaha   |
| Massimo Matteoni       | Yamaha   |
| Manfred Obinger        | Yamaha   |
| Luis Miguel Reyes      | Cobas    |
| Maurizio Vitali        | MBA      |
| Siegfried Minich       | Yamaha   |
| Neil Robinson          | MBA      |
| Juan Garriga           | Yamaha   |
| Eilert Lundstedt       | Yamaha   |
| René Delaby            | Yamaha   |
| Bruno Lüscher          | Yamaha   |
| Guilleux               | Yamaha   |
| Marino Neri            | Yamaha   |

## Classe 125
L'italiano Fausto Gresini viene ingaggiato come pilota ufficiale dalla Garelli e nella gara di debutto sulla nuova moto si piazza al quarto posto; la gara vede la quarta vittoria consecutiva dello spagnolo Ángel Nieto davanti all'italiano Eugenio Lazzarini (entrambi su Garelli) e all'austriaco August Auinger.
Il vantaggio di Nieto in classifica generale su Lazzarini è ora di 20 punti.

### Arrivati al traguardo
| Pos. | Pilota               | Moto    | Tempo    | Griglia | Punti |
| ---- | -------------------- | ------- | -------- | ------- | ----- |
| 1    | Ángel Nieto          | Garelli | 36.37.27 | 8       | 15    |
| 2    | Eugenio Lazzarini    | Garelli | 36.37.50 | 1       | 12    |
| 3    | August Auinger       | MBA     | 36.37.90 | 2       | 10    |
| 4    | Fausto Gresini       | Garelli | 36.51.26 | 5       | 8     |
| 5    | Bruno Kneubühler     | MBA     | 37.00.26 | 9       | 6     |
| 6    | Hans Müller          | MBA     | 37.00.88 | 6       | 5     |
| 7    | Maurizio Vitali      | MBA     | 37.06.00 | 7       | 4     |
| 8    | Johnny Wickström     | MBA     | 37.15.41 | 15      | 3     |
| 9    | Lucio Pietroniro     | MBA     | 37.17.47 | 10      | 2     |
| 10   | Henk van Kessel      | MBA     | 37.25.67 | 13      | 1     |
| 11   | Ezio Gianola         | MBA     | 37.41.62 | 3       |       |
| 12   | Luca Cadalora        | MBA     | 37.46.85 | 12      |       |
| 13   | Pierluigi Aldrovandi | MBA     | 37.47.17 | 22      |       |
| 14   | Willy Pérez          | MBA     | 37.49.34 | 11      |       |
| 15   | Michel Escudier      | MBA     | 37.49.53 | 19      |       |
| 16   | Helmut Lichtenberg   | MBA     | 38.05.89 | 24      |       |
| 17   | Paul Bordes          | MBA     | 38.18.63 | 27      |       |
| 18   | Jacky Hutteau        | MBA     | 38.37.06 | 34      |       |
| 19   | Peter Sommer         | MBA     | 38.53.48 | 33      |       |
| 20   | Jacques Grandjean    | MBA     | 38.53.87 | 29      |       |
| 21   | Peter Balaz          | MBA     | 1 giro   | 30      |       |
| 22   | Henrik Rasmussen     | MBA     | 1 giro   | 28      |       |
| 23   | Beat Sidler          | MBA     | 1 giro   | 32      |       |
| 24   | Thomas Pedersen      | MBA     | 1 giro   | 35      |       |

### Ritirati
| Pilota             | Moto   | Motivo | Griglia |
| ------------------ | ------ | ------ | ------- |
| Stefano Caracchi   | MBA    |        | 20      |
| Giuseppe Ascareggi | MBA    |        | 16      |
| Jean-Claude Selini | MBA    |        | 4       |
| Olivier Liegeois   | MBA    |        | 21      |
| Esa Kytölä         | MBA    |        | 14      |
| Bady Hassaine      | MBA    |        | 25      |
| Mike Leitner       | MBA    |        | 26      |
| Alfred Waibel      | Waibel |        | 17      |
| Massimo de Lorenzi | LGM    |        | 36      |
| Erich Klein        | Rotax  |        | 18      |
| Fabio Meozzi       | MBA    |        | 31      |
| Willy Hupperich    | MBA    |        | 23      |

### Non qualificati
| Pilota         | Moto |
| -------------- | ---- |
| Neil Robinson  | MBA  |
| Alain Guillaud | MBA  |

### Non partito
| Pilota             | Moto |
| ------------------ | ---- |
| Massimo De Lorenzi | LGM  |

## Classe sidecar
Dopo due ritiri nelle due gare precedenti l'equipaggio campione in carica Rolf Biland-Kurt Waltisperg ottiene la sua prima vittoria stagionale, davanti a Michel-Fresc e ai leader della classifica Streuer-Schnieders. Streuer resta comunque al comando nel mondiale con 40 punti; lo seguono Michel a 32, Schwärzel a 28, Kumano a 17 e Biland a 15.

### Arrivati al traguardo (posizioni a punti)[5]
| Pos | Pilota           | Passeggero         | Moto          | Tempo    | Punti |
| --- | ---------------- | ------------------ | ------------- | -------- | ----- |
| 1   | Rolf Biland      | Kurt Waltisperg    | LCR-Yamaha    | 36'43"05 | 15    |
| 2   | Alain Michel     | Jean-Marc Fresc    | LCR-Yamaha    | 36'57"54 | 12    |
| 3   | Egbert Streuer   | Bernard Schnieders | LCR-Yamaha    | 36'58"68 | 10    |
| 4   | Werner Schwärzel | Andreas Huber      | LCR-Yamaha    | 37'00"14 | 8     |
| 5   | Derek Jones      | Brian Ayres        | LCR-Yamaha    | 38'05"19 | 6     |
| 6   | Derek Bailey     | Brian Nixon        | LCR-Yamaha    | 38'05"37 | 5     |
| 7   | Theo van Kempen  | Geral de Haas      | LCR-Yamaha    | 38'18"38 | 4     |
| 8   | Rolf Steinhausen | Wolfgang Kalauch   | Busch-Yamaha  |          | 3     |
| 9   | Masato Kumano    | Helmut Diehl       | LCR-Yamaha    |          | 2     |
| 10  | Steve Abbott     | Shaun Smith        | Windle-Yamaha |          | 1     |